# Meinhard Tröstel
Meinhard Tröstel (* nach 1200; † 1264) war ein vermögender und einflussreicher Ministeriale des letzten Babenbergers Friedrich II. des Streitbaren, der in der Schlacht an der Leitha (1246) gegen die Ungarn gefallen ist. Später war er Dienstmann der Herzoge von Österreich. Seine Herkunft ist nicht genau bekannt, doch gibt es begründete Vermutungen, dass er aus der Familie der Trauner stammt. Er soll um 1240 auch zu der Runde von Minnesängern gehört haben, die sich am Hof des Babenberger Herzogs versammelten.

## Leben
Tröstel testierte erstmals 1241 in einer Mautbefreiungsurkunde für Gundacker von Starhemberg durch Herzog Friedrich II. Er ist um 1240 bis vor 1254 als „scriba ducis in Anaso“ (herzoglicher Landschreiber zu Enns) nachweisbar. Dem Tröstel sowie dem Albero von Polheim waren vom Herzog 1246 wohl Linz und Passau zur Verwaltung anvertraut worden, um 1255 nannte er sich sogar Trustelo de Lintz. Erst 1252/53 konnte Ottokar II. Přemysl  von Böhmen die Herrschaft über die Stadt Linz übernehmen.
Einige Jahre zuvor hatte sich Tröstel der Feste Klaus im Steyrtal bemächtigt. Dies führte zu einer langen Beschwerde des herzoglichen Amtmannes von Wels, Heinrich Vorprot, gegenüber dem Herzog: Dominus Trostilo habe sich die Einkünfte der Feste Klaus angeeignet, ferner die herzogliche Fischwaide sowie die Jagd um Windischgarsten und um die Berge, die zu Klaus gehörten. Dabei sei das Wild durch Verwüstung gänzlich ausgestorben. Die Grundholden würden von ihm mit Steuerforderungen beschwert und gefangen genommen. Nach Vorprot sollte der Herzog den Albero von Polheim, Landrichter in ob der Enns seit 1237, mit der Verwaltung beauftragen und die Feste Klaus selbst in seinen Besitz nehmen. Warum sich Tröstel in den Besitz von Klaus setzen konnte, ist nicht genau bekannt. Vermutet wird, dass er ein Geldgeber der Herzogs war und sich durch die Usurpation von Klaus für seine Forderungen schadlos gehalten hat.  1282 belehnte Albrecht von Habsburg Albero de Buchheim mit der Feste Klaus.
Tröstel war verheiratet mit Chunigunde von Zierberg (vermutlich um 1255 verstorben) und kam so in den Besitz der Herrschaft Zierberg. Wegen seiner Versippung mit den Herren von Traun gelangte auch ein großer Besitzkomplex um Langschlag im Waldviertel an Tröstel. Dieses Gebiet war um 1200 von Ernst von Traun dem damals unbewohnten Nordwald abgerungen worden und 1209 zu seinem freien Eigen deklariert worden. Um die Mitte des 13. Jahrhunderts kam ein großer Anteil dieses Besitzes an Tröstel und seine Ehefrau Kunigunde. 1255 erhielt Tröstel von Heinrich von Kuenring, Marschall in Österreich, zum Ausgleich für erlittene Verwüstungen, die Heinrich von Kuenring und sein Bruder Hadmar in ihrer Empörung gegen Herzog Friedrich II. dem Streitbaren in Langschlag angerichtet hatten, das Zugeständnis, dass in Langenslage die niedere Gerichtsbarkeit  von ihm ausgeübt werden sollte und er bei den todeswürdigen Verbrechen mit am Richtertisch sitzen sollte; das Eigentum eines Verurteilten sollte an Tröstel gehen. In zweiter Ehe war Tröstel mit Elisabeth von Truchsen (auf Pernstein), die aus einem bedeutsamen Kärntner Adelsgeschlecht stammte, vermählt. Nach dem Tode Tröstels heiratete diese den Sighart von Lobenstein, was in der Folge zu Erbansprüchen führte.
Tröstel unterhielt enge Beziehungen zum Hochstift Passau und wurde von dort mit etlichen Lehen ausgestattet. Da er vermögend war, konnte er dem Bistum mit Geldmitteln beistehen, was zur Verpfändung und anschließenden Verleihung einer Reihe von Lehen durch den Bischof führte. Er erscheint auch in etlichen Passauer Urkunden auf, allerdings an hinterer Stelle. Meinhardus dictus Tröstilo wird in einem wichtigen Lehensrevers des Marschalls von Böhmen, Wok von Rosenberg, genannt und wohnte 1258 auch einer Eigentumsbestätigung von König Ottokar an das Stift St. Florian bei. 1264 wird er als Zeuge in einem Gerichtsbrief des Richters ob der Enns, Chunrat von Sumerau, zu Gunsten des Klosters Garsten genannt. Kurz darauf dürfte er verstorben sein, da keine weiteren Nachrichten von ihm vorliegen.
Die Tochter Margarethe des Tröstels und der Chunigunde von Zierberg war mit Siboto von Lonstorf verehelicht; in der Folge kam Zierberg an die Lonstorfer. Auch der Passauer Lehensbesitz des Tröstels in der Umgebung von Linz ging an die Lonstorfer. Hartneid und sein Sohn Ulrich von Traun erhoben allerdings nach dem Tode des Tröstels Erbansprüche auf den Ipf-Zierbergschen Besitz, konnten sich damit aber nicht durchsetzen, wie ein Entscheid von 1272 zeigt. Sighart von Lobenstein, der 1265 die zweite Gattin des Tröstel geheiratet hatte, gelang es hingegen, die bayerischen Lehen der Herrschaft Zierberg an sich zu bringen. Der  Pfalzgraf bei Rhein und Herzog von Bayern Heinrich übertrug 1274 die Lehen, welche ursprünglich Bruno von Zierberg, dann dessen Sohn Ulrich und hierauf Meinhart Tröstel und seine beiden Frauen Kunigunde von Zierberg und Elisabeth von Truchsen besessen hatten, an Ulrich von Lobenstein und seinem Sohn Sighart.